# Jerzy Drupka
Jerzy Stanisław Drupka (ur. 1951, zm. 22 listopada 2016) – polski zawodnik i trener łucznictwa.

## Życiorys
Był absolwentem Wydziału Prawa i Administracji Uniwersytetu Marii Curie-Skłodowskiej w Lublinie – Filia w Rzeszowie (obecnie Wydział Prawa i Administracji Uniwersytetu Rzeszowskiego) oraz studiów trenerskich na Akademii Wychowania Fizycznego w Krakowie (nominację na stopień trenera kl. I w łucznictwie uzyskał w 1987). Jako zawodnik CWKS Resovia zdobył w 1968 tytuł mistrza Polski juniorów. Był wieloletnim szkoleniowcem w CWKS Resovia, zaś jego podopieczne zdobywały tytuły mistrzyń Polski juniorek i seniorek. Drupka prowadził również w latach 1989–1990 reprezentację Polski juniorek i juniorów w łucznictwie, a jego podopieczni wywalczyli w tym czasie między innymi brązowy medal mistrzostw świata w Sandefjord, w Norwegii w 1991. Poza działalnością sportową był pracownikiem naukowym Wyższej Szkoły Informatyki i Zarządzania (WSIiZ) w Rzeszowie, a także pracownikiem Urzędu Marszałkowskiego w Rzeszowie. Działał w Rzeszowskim Okręgowym Związku Łuczniczym.